# Vlasta Winkelhöferová
Vlasta Winkelhöferová (15. ledna 1932 v Praze – 22. března 2022) byla česká japanoložka, překladatelka a autorka.

## Život a dílo
Po absolvování oboru japanologie-koreanistika na Filozofické fakultě Univerzity Karlovy v Praze roku 1955, zde působila též zprvu jako asistentka, později již jako odborná asistentka se zaměřením na moderní japonskou literaturu, moderní jazyk a folklór. V době normalizace nuceně odešla, aby zakotvila na Orientálním oddělení Státní jazykové školy v Praze.
Mimo vlastní tvorby, která často vznikla jako reakce na pobyty v Japonsku, přeložila do češtiny celou řadu děl japonských prozaiků a dramatiků moderní doby (Šóhei Óoka, Džun’ičiró Tanizaki, Jasunari Kawabata, Kenzaburó Óe, Jukio Mišima, Haruo Umezaki aj.).

## Ocenění ačlenství
Vlasta Winkelhöferová byla členkou následujících sdružení: European Association for Japanese Studies, České orientalistické společnosti, Obce překladatelů a Obce spisovatelů. Byla také členkou poradního sboru (Rady) organizace The Asiatic Society of Japan.
Za svou knihu Dějiny odívání – Japonsko byla v roce 1999 vyznamenána Hlávkovou cenou. V roce 2012 pak byla oceněna Řádem vycházejícího slunce se zlatými paprsky a rozetou, což je druhé nejvyšší vyznamenání Japonska udělované cizincům.

## Publikace
- Sto pohledů na Japonsko (s Janem Winkelhöferem, Orbis, Praha 1964, 2. rozšířené vyd., Praha 1970 3. doplněné a rozšířené vyd., Praha 1973)
- Slovník spisovatelů Asie a Afriky (spoluautor, I., II., Odeon, Praha 1967)
- Tanizaki sakuhin ni josete, Tanizaki Džuničiró kenkjú (Tokio 1972)
- Dictionary of Oriental Literature II. (spoluautor, London 1974)
- Sakka to sakuhin – Abe Kóbó, Nihon bungaku zenšú 85 (Tokio 1968)
- Dictionary of Oriental Literatures, East Asia (Tokio 1978)
- Vějíř a meč – Kapitoly z dějin japonské kultury (s Libuší Boháčkovou, Panorama, Praha 1987)
- Japonská literatura od roku 1868 (skripta, s Miroslavem Novákem, SPN 1977, 1989)
- Dějiny odívání – Japonsko (Nakladatelství Lidové noviny, Praha 1999)
- Mingei – Lidové umění a řemeslo v Japonsku (Nakladatelství Lidové noviny, Praha 2006, 1. vydání, KAVKA, knižní a výtvarná kultura, Praha 2022, 2. rozšířené vydání)
- Encyklopedie mytologie Japonska a Koreje (s Miriam Löwensteinovou, Libri 2006)
- Slovník japonské literatury (Libri 2008)

### Překlady
- Haruo Umezaki, Konec dne (Praha 1963)
- Kóbó Abe, Červený kokon (Praha 1971)
- Osamu Dazai, Zapadající slunce (Praha 1972)
- Džun’ičiró Tanizaki, Sestry Makiokovy (Praha 1977)
- Kenzaburó Óe, Mladík, který se opozdil (Praha 1978)
- Naoja Šiga, Popelavý měsíc (Praha 1979)
- Taidžun Takeda, Světélkující mech (Praha 1980)
- Kóbó Abe, Tvář toho druhého (Praha 1981)
- Džun’ičiró Tanizaki, Most snů (Praha 1983)
- Morio Kita, Lidé z rodu Nire (Praha 1988)
- Jasunari Kawabata, Tanečnice z Izu a jiné prózy (Praha 1988)
- Cutomu Minakami, Chrám divokých husí (Praha 1989)
- Kóbó Abe, Přátelé (Praha 1990)
- Džun’ičiró Tanizaki, Chvála stínů (Košice 1998, Praha 2017)
- Džun’ičiró Tanizaki, Klíč (Praha 2011)
- Džun’ičiró Tanizaki, Tajný život knížete z Musaki (Praha 2016)
- Džuniči Saga, Sláma i hedvábí : Život na japonském maloměstě před sto lety (Praha 2019)